# Non tormentarmi, Nagatoro!
Non tormentarmi, Nagatoro! (イジらないで、長瀞さん?, Ijiranaide, Nagatoro-san, lett. "Per favore non bullizzarmi, Nagatoro"), anche conosciuto col titolo internazionale Don't Toy with Me, Miss Nagatoro, è un manga scritto e disegnato da Nanashi, noto anche come 774, e serializzato sulla rivista digitale Magazine Pocket di Kōdansha dal 1º novembre 2017 al 22 luglio 2024. In Italia è stato pubblicato da J-Pop dal 27 ottobre 2021 al 5 febbraio 2025.
Prima dell'uscita regolare, 774 aveva pubblicato una prima versione della storia sotto forma di fumetto online in quattro capitoli da una tavola per pagina sulla comunità online di artisti Pixiv dal 16 agosto 2011 al 25 dicembre 2015 con cadenza irregolare.
Un adattamento anime prodotto da Telecom Animation Film è stato annunciato il 2 luglio 2020 ed è stato trasmesso in Giappone su Tokyo MX dall'11 aprile al 27 giugno 2021. Una seconda stagione prodotta da OLM è stata trasmessa dall'8 gennaio al 26 marzo 2023.

## Trama
Naoto Hachiouji, un ragazzo timido che frequenta il secondo anno di superiori al liceo Kazehaya incontra una ragazza del primo anno, Hayase Nagatoro, e la sua vita tranquilla e monotona viene completamente sconvolta: tutto ha inizio quando, in biblioteca, lei e le sue amiche notano le pagine di un manga accidentalmente caduto a terra al giovane e da lui stesso disegnato; dopo che il gruppetto comincia a commentarle in modo sprezzante, Nagatoro si rende conto dell'imbarazzo del senpai e lo deride fino a ridurlo alle lacrime. Da quel giorno, Nagatoro passa le sue giornate in compagnia di Naoto, bullizzandolo, insultandolo e stuzzicandolo di continuo. Nel giro di poco tempo diventa però sempre più evidente (per il lettore, gli altri personaggi e, piano piano, anche il protagonista) che gli atteggiamenti della ragazza siano in realtà ben intenzionati e civettuoli, e che essa abbia sviluppato affetto nei suoi confronti: col progredire delle vicende, infatti, tra i due comincia a sbocciare del tenero.

Da sinistra verso destra: Gamo-chan, Yoshi, Nagatoro, Naoto e Sakura

Anche le amiche di Nagatoro - Gamo-chan, Yoshi e Sakura - un gruppo di ragazze all'apparenza brusche e superficiali, si rendono presto conto dei reciproci sentimenti dei due e cominciano perciò a fare tutto il possibile per farli avvicinare, finendo per fare amicizia a loro volta col ragazzo. Poco dopo Sana Sunomiya, la presidentessa del club di arte cui è iscritto Naoto, lo accusa di aver perso la motivazione e di star passando tutto il tempo a divertirsi col gruppo di ragazze, minacciando di farlo chiudere, tuttavia dopo una sfida di pittura durante il festival scolastico decide infine di desistere, rendendosi conto di come Nagatoro sia diventata una sorta di "musa" per il suo pupillo. Il successivo anno scolastico, mentre Nagatoro e Gamo si iscrivono al club di judo, la cugina minore della presidentessa, Hana Sunomiya, si iscrive al liceo Kazehaya unendosi a sua volta al club di arte e diventando a sua volta una fervente sostenitrice della relazione tra Nagatoro e Naoto.
A metà dell'anno scolastico Nagatoro prende parte a un torneo di judo facendo promettere a Naoto che se sconfiggerà la sua rivale, Orihara, lui le darà un bacio; nonostante il ragazzo inizialmente pensi che lo stia prendendo in giro, lei gli fa capire di essere seria, motivo per il quale lo stesso Naoto si pone un obiettivo: qualora riesca ad ottenere il primo posto nel suo esame simulato d'ammissione all'università, confesserà i suoi sentimenti alla ragazza. Nel frattempo Machida, compagna di Naoto alla scuola di preparazione artistica che frequenta, gelosa della relazione tra il ragazzo e Nagatoro, fa una scommessa con lui: chi di loro avesse ottenuto il punteggio più basso all'esame avrebbe posato nudo per l'altro. Il giorno decisivo, Nagatoro riesce a sconfiggere Orihara e Naoto, pur essendosi classificato secondo all'esame simulato, confessa comunque ciò che prova alla ragazza; i due diventano una coppia e, poco dopo, si scambiano il bacio promessosi.
Machida, avendo perso la scommessa, posa nuda per l'intera classe durante una lezione d'arte e Nagatoro trova il disegno fatto da Naoto guardando di nascosto nella sua borsa dopo che questi era stato evasivo al riguardo. I due hanno un litigio e il giorno successivo la ragazza comincia ad evitarlo per poi scoppiare in lacrime tra le braccia delle sue amiche dopo aver rivelato loro l'accaduto. Una volta saputolo, Naoto chiede prontamente scusa e le promette di non mentirle mai più.
Trascorso il resto dell'anno, Senpai si diploma e si trasferisce a Tokyo per frequentare l'università delle arti, ma torna per festeggiare il compleanno di Nagatoro e, dopo aver saputo dei suoi piani di trasferirsi a sua volta a Tokyo dopo il diploma, le propone di andare a vivere con lui, cosa che la ragazza accetta.

## Personaggi

### Protagonisti
Hayase Nagatoro (長瀞 早瀬?, Nagatoro Hayase)
Doppiata da: Tomoyo Kurosawa (spot), Sumire Uesaka (anime)
Una ragazza al primo anno delle superiori, energica, atletica, popolare e piuttosto sadica che si diverte a torturare il suo senpai, sebbene risulti evidente che in realtà provi qualcosa per lui. Nonostante lo tratti con una certa spietatezza e spesso lo definisca "disgustoso", dimostra (più o meno apertamente) di avere molto a cuore il bene del ragazzo, di apprezzare molto la sua compagnia e di essere determinata a spronarlo ad avere più fiducia nelle sue capacità; non è raro inoltre che sia perfino gelosa di lui, che prenda le sue difese quando le sue amiche lo prendono di mira o che si scusi se capisce di avere esagerato. Sebbene stuzzichi di continuo "Senpai" con frecciatine erotiche, ha più volte dato prova di essere incredibilmente impacciata, sensibile ed insicura nei confronti della sessualità. Le sue caratteristiche peculiari sono la bassa statura, la carnagione ed i capelli scuri, le pupille sottili ed i canini pronunciati che ne risaltano il sorrisetto arrogante. Della sua famiglia si sa che ha un fratello maggiore, Taiga, una sorella maggiore, Misaki, e che i suoi genitori lavorano spesso fino a tardi. Fa parte del club di nuoto ma come hobby pratica varie arti marziali e ha in particolare una grande passione per il judo.
Le sue amiche la chiamano col vezzeggiativo "Hayacchi" (はやっち?, Hayatchi).
Naoto Hachiouji (八王子 直人?, Hachiōji Naoto) / Senpai (センパイ?, Senpai)
Doppiato da: Daiki Yamashita
Ragazzo al secondo anno delle superiori, introverso, timido, riservato e a tratti otaku con una grande passione per il disegno e la pittura. Vista la sua indole solitaria, debole e remissiva, è spesso vittima di bullismo da parte dei compagni e a scuola non ha quasi nessun amico ma, col progredire della storia, lega parecchio con Nagatoro e le sue amiche, le quali, pur divertendosi a punzecchiarlo, lo considerano di fatto parte del gruppo. Sebbene la trovi irritante, si affeziona molto a Nagatoro, ammette fin dal principio che gli piace averla attorno e sviluppa dei chiari sentimenti nei suoi confronti, che tuttavia nega puntualmente ogniqualvolta vengano sottolineati. Inizialmente dotato di bassa autostima e completamente a disagio con l'altro sesso; tanto da non riuscire nemmeno a parlare a una ragazza o a guardare qualcuno negli occhi, grazie al tempo trascorso con Nagatoro diventa visibilmente più sciolto ed acquisisce più fiducia in sé stesso. Le sue caratteristiche peculiari sono la corporatura esile, la carnagione pallida e i capelli castani mossi, spesso paragonati al vello di una pecora. Fa parte del club di arte, del quale tuttavia è l'unico membro fino all'arrivo di Sunomiya.
Nagatoro gli impedisce di presentarsi nel terzo capitolo e lo chiama sempre e solo "Senpai", tuttavia il suo nome viene rivelato nella seconda parte, inoltre i suoi pochi amici lo chiamano "Nao-kun" (直くん?, Nao-kun).

### Personaggi secondari
Maki Gamou (蒲生 まき?, Gamou Maki) / Gamo-chan (ガモちゃん?, Gamo-chan)
Doppiata da: Mikako Komatsu
Una ragazza del primo anno dal carattere pungente, cinico e malizioso, ma molto più matura delle sue coetanee. Gamo-chan può essere considerata la migliore amica di Nagatoro, e condivide con lei un legame particolarmente profondo, nonostante non perdano occasione di stuzzicarsi a vicenda e sembrino avere una sorta di rivalità amichevole che, talvolta, le porta ad arrivare addirittura alle mani, salvo poi riappacificarsi subito. La sua famiglia gestisce una palestra di arti marziali, la "GAMOU Fighting Gym". È la prima a rendersi conto dei sentimenti provati dall'amica verso "Senpai" e, pur non avendo alcun interesse romantico nei confronti del ragazzo, si diverte a provocarlo per irritare Nagatoro. Sebbene sia la più irriverente ed irrispettosa del gruppo nei confronti del protagonista, che chiama col dispregiativo "Paisen" (パイセン?, Paisen), ha dimostrato di considerarlo un amico, si è spesso prodigata per aiutarlo ed il loro rapporto migliora vistosamente col progredire delle vicende. Nella seconda parte del manga viene rivelata la sua infatuazione per il fratello maggiore di Nagatoro. Le sue caratteristiche peculiari sono la corporatura alta e prosperosa, i capelli arancioni arruffati e il larghissimo sorriso acuminato pressoché indelebile.
Yoshi (ヨッシー?, Yosshī)
Doppiata da: Aina Suzuki
Una ragazza del primo anno dalla personalità svampita e distratta. Yoshi è una delle amiche di Nagatoro ed è generalmente contraddistinta dal ripetere qualsiasi cosa dicano quest'ultima o Gamo-chan, con cui è sempre in coppia e che aiuta sempre in qualsiasi cosa abbia in mente. Gli altri personaggi lasciano spesso a intendere che Yoshi non sia particolarmente sveglia ed il suo rendimento scolastico è il peggiore del gruppo, tuttavia è sicuramente la più energica e volenterosa tra le amiche della protagonista; una gag ricorrente è inoltre mostrarla capace di prodezze fisiche alla stregua del sovrumano. È una grande appassionata di peluche e ha l'abitudine di organizzare degli appuntamenti combinati per Nagatoro, nonostante quest'ultima non voglia. Le sue caratteristiche peculiari sono l'espressione vacua, i capelli biondo scuro raccolti in codini e la postura curva dovuta all'ampio seno.
Sakura (桜?, Sakura)
Doppiata da: Shiori Izawa
Una ragazza del primo anno, civettuola e pigra ma relativamente dolce. Sakura è il terzo componente del gruppo di amiche di Nagatoro e, a differenza di Gamo-chan e Yoshi, è sempre molto educata e gentile con "Senpai" cui però lancia spesso frecciatine maliziose. È la più corteggiata del gruppo e ha molta più esperienza coi ragazzi rispetto alle amiche, avendo numerosi spasimanti che si competono le sue attenzioni; nonostante spesso si approfitti di ciò, Sakura non si considera una "spezza cuori" e rimane terrorizzata quando un ragazzo diviene tanto ossessionato da lei da iniziare a stalkerarla. Nonostante il carattere indolente, stando a un dialogo nel primo capitolo, è l'unica del quartetto di ragazze ad avere un lavoro part-time. Le sue caratteristiche peculiari sono gli occhi a mezz'asta - poi sostituiti da uno sguardo vispo - ed il look da kogal con capelli biondi e carnagione scura.
Sana Sunomiya (須ノ宮 さな?, Sunomiya Sana) / Presidentessa (部長?, Buchō)
Doppiata da: Nana Mizuki
Una ragazza del terzo anno dal carattere severo, serio, inflessibile ma anche piuttosto esibizionista. Presidentessa del club di arte cui è iscritto "Senpai" ha abbandonato le attività all'inizio del suo ultimo anno di liceo lasciando tutto in mano al ragazzo, che sembra avere una cotta per lei, tanto da essersi ispirato alla sua fisionomia per l'eroina del suo manga. Ha un'idea dell'arte piuttosto radicale, tendente alla performance art, e realizza spesso dei propri autoritratti di nudo, da molti ritenuti allo stregua di pornografia. Col proseguire della serie inizia a frequentare l'Università delle arti di Tokyo. Tratta sempre "Senpai" con rispetto e condivide con lui un rapporto di grande fiducia, cosa che ingelosisce notevolmente Nagatoro. Le sue caratteristiche peculiari sono i lunghi capelli nero-violacei lisci, l'alta statura e il seno sproporzionatamente grande.
Hana Sunomiya (須ノ宮 花?, Sunomiya Hana)
Doppiata da: Sayumi Suzushiro
Una ragazza che comincia il suo primo anno di scuola quando Nagatoro e "Senpai" iniziano rispettivamente il loro secondo ed ultimo anno. Cugina della Presidentessa ed ex-kōhai del protagonista alle medie, Sunomiya si iscrive al club di arte del liceo divenendone l'unico membro oltre al protagonista. Nonostante Nagatoro la prenda immediatamente in antipatia considerandola una rivale, specie per via della propensione alla nudità pubblica che condivide con la cugina, Sunomiya diviene subito una convinta sostenitrice del rapporto tra la ragazza e "Senpai", notando quanto l'arte di quest'ultimo sia migliorata grazie all'influenza della ragazza. Fisicamente appare pressoché identica alla Presidentessa, sebbene più bassa e con i capelli tagliati a caschetto.

### Altri personaggi
Misaki Nagatoro (長瀞 岬?, Nagatoro Misaki) / Sorellona-Toro (姉瀞?, Ane Toro)
Doppiata da: Yoshino Nanjō
La sorella maggiore di Nagatoro, dal carattere calmo, allegro e accomodante ma anche malizioso quanto quello della sorella, con cui condivide un rapporto molto intimo e confidenziale. È una studentessa universitaria che adora prendersi cura e viziare la sua sorellina, sebbene non manchi di stuzzicarla e, occasionalmente, metterla in imbarazzo; tuttavia è una sorta di modello e punto di riferimento per Nagatoro, nonché perfettamente consapevole dei sentimenti provati da quest'ultima verso "Senpai". Fisicamente molto simile alla sorella, sebbene più alta e prosperosa, le sue caratteristiche peculiari sono il neo sotto l'occhio sinistro, il sorriso gentile e i capelli nero pece - poi brevemente decolorati - che le ricadono con una frangia sul viso.
Taiga Nagatoro (長瀞 大河?, Nagatoro Taiga)
Il secondogenito della famiglia Nagatoro, di carattere rilassato, amichevole e alla mano, sebbene secondo "Senpai" sia in grado di emanare la stessa aura intimidatoria delle sue sorelle. È uno studente universitario appassionato di picchiaduro e sport da combattimento, interesse che ha trasmesso alla sorella minore insegnandole a combattere personalmente; nonostante siano entrambi molto competitivi e amino provocarsi, lui e la protagonista sono profondamente affezionati l'uno all'altra e passano molto tempo assieme. Fisicamente è caratterizzato come uno "yankee" con capelli biondi tinti raccolti in una coda alta ma rasati alle tempie e vari piercing alle orecchie.
Seppur con un taglio di capelli ed un nome diverso - Ichirō (一郎?, Ichirō) -, è il solo personaggio che appare nel webcomic oltre ai due protagonisti.
Rabi-chan (ラビちゃん?, Rabi-chan)
Doppiata da: Hikaru Tohno
Una compagna di classe di Nagatoro e della sua cricca, che spesso frequenta assieme alla sua amica Nekoba. Dal carattere docile ed amichevole ma anche, a tratti, un po' svampita, Rabi-chan è la sola del gruppo ad avere un ragazzo, in quanto al suo capitolo di debutto viene rivelato che ha intrapreso una relazione sentimentale con un membro della squadra di pallacanestro della scuola; che le sue amiche descrivono come "arrogante" ma con cui ha in seguito dimostrato di avere una forte complicità. Le sue caratteristiche peculiari sono gli occhi molto più grandi rispetto agli altri personaggi e i capelli ramati raccolti in codini bassi arricciati alle estremità e legati da due nastri simili a fiocchi.
Nekoba (ネコバ?, Nekoba)
Doppiata da: Shion Wakayama
Una compagna di classe di Nagatoro e della sua cricca, che spesso frequenta assieme alla sua amica Rabi-chan. Curiosa e chiacchierona, Nekoba è incredibilmente intuitiva e adora i pettegolezzi - in particolare se di natura romantica - ma a dispetto di ciò viene lasciato ad intendere non sia molto fortunata in materia sentimentale ed è dipinta come "eternamente single", sebbene in seguito si fidanzi con un ragazzo che considera "dolce ma un po' otaku". Apparentemente, inoltre, è una ragazza molto poco paziente e fatica a gestire la rabbia. Le sue caratteristiche peculiari sono l'alta statura, i capelli nocciola a caschetto e lo sguardo da gatta contraddistinto da un lieve strabismo di Venere.
Orihara (折原?, Orihara)
Doppiata da: Kaori Maeda
Coetanea di Nagatoro ed espertissima judoka candidata alla squadra olimpica. Da bambine, lei e la protagonista si allenavano nella stessa palestra, ma quando Orihara, inizialmente debole e poco dotata, ha cominciato a migliorare grazie al duro lavoro raggiungendo un livello tale da riuscire a sconfiggere Nagatoro con grande facilità, quest'ultima ha perso la passione e la fiducia in sé, ritrovandola solo molti anni dopo grazie all'incoraggiamento di "Senpai". Nonostante Nagatoro la disprezzi e la tratti freddamente, Orihara sembra non accorgersi del suo astio ed è anzi sempre amichevole ed entusiasta quando parla con lei. Le sue caratteristiche peculiari sono i capelli nero-verdeggianti raccolti in una coda di cavallo, lo sguardo vispo e i brillanti occhi nocciola.
Takao (高尾?, Takao)
Doppiato da: Yūsuke Kobayashi
Compagno di classe ed amico di Senpai, dal carattere pigro e remissivo ma anche piuttosto pratico, sbrigativo ed entusiasta. Takao dimostra in più occasioni di invidiare l'intimità che l'amico condivide col gruppo delle ragazze, che trova anch'egli estremamente attraenti sebbene, qualora una di esse gli rivolga la parola, arrossisca e fatichi ad esprimersi. È caratterizzato dalla corporatura alta ed asciutta, i capelli arruffati e i grandi occhi espressivi.
Hino (日野?, Hino)
Doppiato da: Kōhei Amasaki
Compagno di classe ed altro amico di Senpai, Hino è un ragazzo pungente e sarcastico che fa spesso commenti cinici; inizialmente sembra pressoché disinteressato alle ragazze ma, in seguito si dimostra tutt'altro che immune al fascino di Sakura. Probabilmente per maturazione tardiva, fisicamente è molto più basso degli altri personaggi e più simile a un bambino che a un adolescente, porta i capelli a caschetto e ha sempre un viso calmo e inespressivo.
Shiki (志木?, Shiki) / Shikki (シッキー?, Shikkī)
Coetanea di Nagatoro e membro di spicco del club femminile di judo della scuola, dove per la sua abilità è nota col soprannome di "Deva". Alle medie è stata rivale della protagonista e, dopo essere stata sconfitta, ha iniziato a nutrire un grande rispetto verso di lei, tuttavia quando Nagatoro ha rinunciato allo sport per via della sconfitta contro Orihara, Shikki si è ritenuta personalmente offesa e ha iniziato a portarle rancore. Quando però la ragazza decide di tornare a praticare judo, il rapporto tra le due si ripara, anche grazie all'intervento di "Senpai"; col progredire delle vicende, Shikki sviluppa inoltre tendenze esibizioniste per l'influenza della Presidentessa. Le sue caratteristiche principali sono il carattere a tratti da tsundere, l'imponente statura e le forme giunoniche.
Fujimiya (藤宮?, Fujimiya) / Fujimin (ふじみん?, Fujimin)
Amica di Shikki e anch'essa membro del club di judo, sebbene alle medie praticasse il kendō, cosa che la rende un'eccezionale spadaccina. Fujimin ha un olfatto sovrumano ed è in grado di riconoscere una persona dal suo odore naturale come fosse un segugio. Impulsiva e testarda, solitamente provoca guai assieme ad Asaka e, nel corso della storia, sviluppa una forte rivalità con Gamo-chan. È caratterizzata dagli occhi grandi che sembrano avere una doppia iride e le conferiscono uno sguardo ipnotico.
Asaka (朝霞?, Asaka)
Terza componente della cerchia di Shikki e a sua volta membro del club di judo. Asaka è una ragazza pungente, sarcastica e irrispettosa, che ama provocare gli altri e agisce spesso da piantagrane; tuttavia è molto più razionale e realistica di Fujimin, cui talvolta impedisce di saltare a conclusioni affrettate e dalla quale non si separa mai. Le sue caratteristiche peculiari sono i lunghi capelli lisci e il sorrisetto malevolo.
Machida (町田?, Machida)
Compagna di corso di Senpai all'Istituto di Preparazione Artistico Kainan, che frequenta da anni allo scopo di entrare in un'università d'arti. Machida è la migliore studentessa dell'istituto e, assieme a Aihara e Hashimoto, fa parte del circolo degli artisti più promettenti, cui in seguito si aggiunge Senpai; la sua dedizione è tale da essere determinata a rinunciare a tutto nella vita per perseguire la carriera artistica, sebbene l'incontro con Senpai ammorbidisca tale idea. Fisicamente è caratterizzata dai capelli biondi lunghi, raccolti in codini laterali, dallo sguardo penetrante e dallo stile goth.
Aihara (相原?, Aihara)
Membro della cerchia dei migliori studenti dell'Istituto di Preparazione Artistico Kainan assieme a Machida, Hashimoto e in seguito Senpai; Aihara è un ragazzo schietto, ironico e che ama flirtare ma, nonostante ciò, capisce immediatamente dei reali sentimenti tra Senpai e Nagatoro divenendo un loro sostenitore. È caratterizzato dai capelli corti lisci, dal sorriso obliquo e dai luminosi occhi vispi.
Hashimoto (橋本?, Hashimoto)
Membro della cerchia dei migliori studenti dell'Istituto di Preparazione Artistico Kainan assieme a Machida, Aihara e in seguito Senpai; Hashimoto è un ragazzo pungente, spensierato e dalla forte vena civettuola che, tuttavia, una volta intuiti i veri sentimenti tra Senpai e Nagatoro diviene un loro sostenitore. Si caratterizza per lo stile trasandato, i capelli arruffati, le pesanti occhiaie e lo sguardo perennemente a mezz'asta.

## Media

### Manga
Nanashi ha cominciato a pubblicare attraverso Pixiv i suoi manga e le sue opere, tra cui una prima versione di Nagatoro, nell'estate del 2011. Successivamente Kōdansha ha iniziato a serializzare l'opera attraverso la sua rivista webmanga Magazine Pocket a partire dal 1º novembre 2017 e, il 9 marzo 2018, è stato pubblicato il primo volume tankōbon per l'etichetta Shōnen Magazine Comics. La serie si è conclusa il 22 luglio 2024 con un totale di 20 volumi, l'ultimo dei quali è uscito il 7 agosto 2024.
Nel febbraio 2019, la seiyū Tomoyo Kurosawa ha dato voce alla protagonista in uno spot pubblicitario.
In Italia la serie è stata pubblicata da Edizioni BD sotto l'etichetta J-Pop dal 27 ottobre 2021 al 5 febbraio 2025. La traduzione dei testi è stata curata da Roberto Marzano (volumi 1-15) e Prisco Oliva (volumi 16-20), mentre il lettering è stato realizzato da Nicola Burgarella.
| 1  | 9 marzo 2018 | ISBN 978-4-06-511196-3                                                      | 27 ottobre 2021   | ISBN 978-88-349-0800-6 |
| 1  | Capitoli - 1. Senpai, quelli come te... (センパイってちょっと…?, Senpai tte chotto…) - 2. Osservarti è così divertente, senpai! ♬ (センパイ観察するの楽しーし♪?, Senpai kansatsu suru no tanoshi ̄ shi ♪) - 3. Senpai, ma tu non ti arrabbi mai? (センパイって怒らないんですか？?, Senpai tte okoranai ndesu ka?) - 4. Senpai, il tuo sogno è diventato realtà! (センパイの願望が叶いましたね!!?, Senpai no ganbō ga kanaimashita ne!!) - 5. Senpai, fila a lavarti i denti! (センパイ、歯、磨いてきて下さい?, Senpai, ha migaite kite kudasai) - 6. Come butta, senpai? (ちっす、センパイっ！?, Chissu, senpai!) - 7. Senpai, sei ancora tutto pieno di schiuma! (センパイ。泡、残ってますよー。?, Senpai. Awa, nokottemasu yo.) - 8. Forza, senpai! C'è l'hai quasi fatta! (センパイは、もうちょっと…。?, Senpai wa, mō chotto….) - Extra 1. Chi regalerebbe del cioccolato a uno come te, senpai? (センパイにチョコをあげる人が…？?, Senpai ni choko o ageru hito ga…?) - Extra 2. Oh, no! Il senpai mi sta violando! (センパイに汚されちゃう～♡?, Senpai ni yogosa re chau ~♡) |                                                                             |                   |                        |
| 2  | 8 giugno 2018 | ISBN 978-4-06-511675-3 (ed. regolare) ISBN 978-4-06-511990-7 (ed. limitata) | 27 ottobre 2021   | ISBN 978-88-349-0819-8 |
| 2  | Capitoli - 9. Senpai, con te è un gioco da ragazzi ♥ (センパイ､ちょろ過ぎる～♡?, Senpai, choro sugiru ~♡) - 10. Forza, senpai! Reagisci! (ほらセンパイ！ツッコミツッコミ！?, Hora senpai! Tsukkomitsukkomi!) - 11. Senpai, siediti qui con noi! (センパーイ、こっちこっち～?, Senpāi, kotchi kotchi ~) - 12. Senpai, ti va di giocare? (センパーイ ゲームしましょう！?, Senpāi Gēmu shimashou!) - Side Story 1. Un po' di pratica fa sempre bene, senpai! (何事も実践からですよ､センパイ?, Nanigoto mo jissen karadesu yo, senpai) - 13. Sei proprio un fifone, senpai! (センパイびびってるぅー?, Senpai bibitteru ~u ｰ) - 14. Senpai, si vede benissimo che l'hai disegnato tu! (いや､これセンパイの絵でしょ?, Iya, kore senpai no edesho) - 15. Io sono pronta, senpai! (センパイ、腕ほっそ!!?, Senpai, ude hosso!!) - 16. Ci vediamo, senpai! ♥ (センパイのもこもこ?, Senpai no mokomoko) - Extra 1. Senpai, abbassa un po' la mano... (センパイ､手､もうちょっと下げてー?, Senpai,-te, mō chotto sagete) - Extra 2. Sembri uno che soffre il solletico, senpai! ♥ (センパイって敏感そ~♡?, Senpai tte binkan-so~♡) |                                                                             |                   |                        |
| 3  | 9 ottobre 2018 | ISBN 978-4-06-512176-4 (ed. regolare) ISBN 978-4-06-513635-5 (ed. limitata) | 9 dicembre 2021   | ISBN 978-88-349-0866-2 |
| 3  | Capitoli - 15. Senpai, hai delle braccia davvero sottili! (センパイ、腕ほっそ!!?, Senpai, ude hosso!!) - 16. La lana del senpai (センパイのもこもこ?, Senpai no mokomoko) - 17. Di un po', senpai... (ねぇ、センパイ?, Ne~e, senpai) - 18. Dovremmo farlo più spesso, senpai! (またやりましょうね、センパイっ?, Mata yarimashou ne, senpai) - 19. Fai proprio schifo, senpai! ♥ (センパイ、キモ～♡?, Senpai, Kimo ~♡) - 20. Grazie, senpai... (あざっす、センパイ…?, Azassu, senpai…) - 21. Molto gentile, senpai! (センパイ、ゴチっス!!?, Senpai, Gochi ssu!!) - 22. Senpai, andiamo al mare! (センパイ！海、行きましょー!!?, Senpai! Umi, ikimasho!!) - 23. Te la spalmo io, senpai! ♥ (塗ってあげますよ♡センパイ?, Nutte agemasu yo ♡ senpai) - Extra 1. Che te ne pare, senpai? Guarda che movimento di bacino! (どっスかセンパイ！！この腰使い！！?, Dossu ka senpai! ! Kono koshi tsukai!!) - Extra 2. Quando sei demotivato... sarò pronta a tifare per te, senpai! ♥ (センパイのやる気を…応援しちゃいますよ?, Senpai no yaruki o… ōen shi chaimasu yo) |                                                                             |                   |                        |
| 4  | 8 febbraio 2019 | ISBN 978-4-06-514440-4                                                      | 5 gennaio 2022    | ISBN 978-88-349-0890-7 |
| 4  | Capitoli - 24. Senpai, andiamo al festival? (センパイ、お祭り行きませんか？?, Senpai, omatsuri ikimasen ka?) - 25. Senpai, cerca di non essere un peso morto! (センパイ、足引っ張らないで下さいよ~?, Senpai, ashi hipparanaide kudasai yo~) - 26. Sembra quasi un appuntamento! Non trovi, senpai? ♥ (デートみたいっすね、センパイ♡?, Dēto mitaissu ne, senpai♡) - Extra 1. Hai ragione, senpai! (そっスね，センパイ?, Sossu ne, senpai) - 27. Okay, senpai! Torniamo a casa! (帰りましょう、センパイ?, Kaerimashou, senpai) - 28. Non ti muovere, paisen! (パイセンじっとしてろよ！?, Paisen jitto shi tero yo!) - 29. Giochiamocela alla morra, senpai! (じゃんけんしましょう、センパイ!!?, Jan ken shimashou, senpai!!) - 30. Guarda che ho visto tutto, senpai... (見てましたよ、センパイ…?, Mitemashita yo, senpai…) - Extra 2. Senpai, sembri un tantino irrigidito... (センパイって体、硬そーですよねぇ?, Senpai tte karada, kata-so ̄desu yo nee) - Appendice 1. Senpai, fai veramente schifo! ♥ (センパイ，マジキモ～?, Senpai, majikimo~) - Side Story 1. Stand Up, Senpai! (1) (センパイスタンダップ！！ １?, Senpai Sutandappu!! 1) - Side Story 2. Stand Up, Senpai! (2) (センパイスタンダップ！！ ２?, Senpai Sutandappu!! 2)                                                                                     |                                                                             |                   |                        |
| 5  | 7 giugno 2019 | ISBN 978-4-06-515305-5 (ed. regolare) ISBN 978-4-06-516748-9 (ed. limitata) | 16 febbraio 2022  | ISBN 978-88-349-0920-1 |
| 5  | Capitoli - 31. È lo spirito dell'avventura, senpai! (冒険心ってものがセンパイに足りないとこなんですよ?, Bōkenshin tte mono ga senpai ni tarinai toko nandesu yo) - 32. Il senpai è soltanto uno sporcaccione represso! (センパイはムッツリだし!!?, Senpai wa muttsuridashi!!) - 33. Ti sei portato un bento, senpai? (センパイ、弁当なんですか？?, Senpai, bentō nandesu ka?) - 34. È impossibile che qualcuno esca con quell'ameba del senpai! (キモキモセンパイがまともにデート出来るわけ無いっしょ‼?, Kimokimosenpai ga matomo ni dēto dekiru wakenaissho‼) - Side Story. Potrebbe rivelarsi più divertente del previsto, ex-senpai! ♥ (意外と楽しいかもしれないっスね，元センパイ♡?, Igaito tanoshī kamo shire naissu ne, moto senpai♡) - 35. Diventeremmo noi le senpai del paisen, giusto? (うちらがパイセンのセンパイになるって事だよなぁ？?, Uchi-ra ga paisen no senpai ni naru tte kotoda yo nā?) - 36. Sei stato tu a farmelo fare, senpai... (センパイがさせたんだろ…?, Senpai ga sa seta ndaro…) - 37. Senpai, hai lo sguardo perso nel vuoto! (センパイが遠い目してる?, Senpai ga tōi me shi teru) - 38. Possiamo farcela, senpai! (やってやりますよ、センパイ!!?, Yatte yarimasu yo, senpai!!) - Extra. Senpai, hai il viso tutto rosso! (センパイ，顔真っ赤っスよ～？?, Senpai, kao makka ssu yo ~?)           |                                                                             |                   |                        |
| 6  | 8 novembre 2019 | ISBN 978-4-06-517518-7 (ed. regolare) ISBN 978-4-06-517519-4 (ed. limitata) | 16 marzo 2022     | ISBN 978-88-349-0946-1 |
| 6  | Capitoli - 39. E tu cosa ne pensi, senpai? (センパイはどう思ってんスか？?, Senpai wa dō omotten su ka?) - 40. Come sei stato schietto, senpai! ♥ (素直じゃ無いんだからー、センパイは~♡?, Sunao ja nai ndakara ̄ , senpai wa~♡) - 41. Se... senpai, ti senti bene!? (だっ大丈夫っスか センパイ～??, Daddaijōbu ssu ka senpai ~?) - 42. La stai prendendo troppo alla leggera, senpai! (センパイは勝負を甘く見てますね??, Senpai wa shōbu o amaku mitemasu ne?) - 43. Sono certa che saprai farti valere, senpai! (センパイは良い勝負出来ますよ!!?, Senpai wa yoi shōbu dekimasu yo!!) - 44. Non si scherza con Toro-Cat! (トロキャットなめてんじゃねぇ?, Torokyatto name tenja nē) - 45. Senpai, anche per uno sfigato come te è finalmente giunta la primavera! (非モテはぐフナセンパイにもついに春が到来っスか～!??, Hi mote hagu-funa senpai ni mo tsuini haru ga tōrai ssu ka ~!?) - 46. Sentito, senpai? Ha detto proprio "amore"!愛とか言われちゃってますよぉセンパーイ？ (Ai toka iwa re chattemasu yo ~o senpāi??) - Extra 1. Senpai? ♥ Ti piace questa posa? (セーンパイっ♡ こーんなポーズとかどっスか～？?, Sēnpai♡ ko ̄ n'na pōzu toka dossu ka~?) - Extra 2. Tutto a posto, senpai?! (大丈夫っスか、センパイ！！?, Daijōbu ssu ka, senpai!!)                                                                          |                                                                             |                   |                        |
| 7  | 9 marzo 2020 | ISBN 978-4-06-518517-9 (ed. regolare) ISBN 978-4-06-518787-6 (ed. limitata) | 21 aprile 2022    | ISBN 978-88-349-0980-5 |
| 7  | Capitoli - 47. Ormai siamo in confidenza, senpai! (センパイと私の仲なんスから～?, Senpai to watashi no naka nansuka-ra~) - 48. Senpai, oggi sei tu il protagonista! (センパイが主役っス!?, Senpai ga shuyaku ssu!) - 49. Vorresti per caso invitarmi, senpai?! (センパイのお誘いっスか!??, Senpai no osasoi ssu ka!?) - 50. Dovrai spiegarmi tutto nei minimi dettagli, senpai! ♥ (手取り足取り教えてくださいね センパイ♡?, Tetori ashitori oshiete kudasai ne senpai♡) - 51. Avete qualcosa da ridire sul mio senpai?! (ウチのセンパイに何か…？?, Uchi no senpai ni nanika…?) - 52. Non ti sembra una previsione realistica del tuo futuro, senpai? (センパイの将来をリアルに予想した結果っスよ？?, Senpai no shōrai o riaru ni yosō shita kekka ssu yo?) - 53. Senpai, datti una mossa e tiramele su! ♥ (センパイっ 早くはかせてくださいよ～♡?, Senpai hayaku haka sete kudasai yo～♡) - Extra. Sarà un duello tra disegnatori, senpai! (スケッチ勝負っスよ センパイ?, Suketchi shōbu ssu yo senpai) |                                                                             |                   |                        |
| 8  | 9 luglio 2020 | ISBN 978-4-06-520103-9 (ed. regolare) ISBN 978-4-06-520104-6 (ed. limitata) | 11 maggio 2022    | ISBN 978-88-349-1016-0 |
| 8  | Capitoli - 54. Leggi manga per ragazze, senpai? (センパイ、少女漫画なんて読むんスね～?, Senpai, shōjo manga nante yomu n su ne~) - 55. Allora potrei provare io a leccare il tuo, senpai! ♥ (じゃあセンパイの…舐めちゃおっかな～♡?, Jā senpai no… namecha okkana ~♡) - 56. Ehi, senpai... tutto okay? (センパイ？どーしたんスか…？?, Senpai? Do ̄ shita n su ka…?) - 57. Che bella frase, paisen! Non me l'aspettavo, da uno come te! (言うじゃねーか パイセンの割によー‼?, Iu ja ne ̄ ka paisen no wari ni yo ̄ ‼) - 58. Senpai, stavi ascoltando... ciò che ho detto poco fa? (センパイ…さっきの…聞いてました…？?, Senpai… sakki no… kiitemashita…?) - 59. Perché non entri e ti accomodi, signor senpai? ♥ (上がってってくれたまえよセンパイ君？?, Agatte tte kure tamae yo senpai-kun?) - 60. Senpai, ecco... volevo ringraziarti per la visita! (センパイ その…あざっス…お見舞い?, Senpai sono… aza ssu… omimai) - 61. Senpai... di cosa avete parlato, tu e mia sorella? (センパイ…姉と何話してたんスか…？?, Senpai… ane to nani hanashi teta n su ka…?) - 62. Quindi, senpai... ti interessa proprio, sapere il mio nome! (センパイ…知りたいんだ…私の名前!!?, Senpai… shiritai nda… watashi no namae!!) - Extra. Ti piace questa roba, senpai? (センパイ好きっスねー こーゆーの?, Senpai suki ssu ne ̄ ko ̄ yu ̄ no)          |                                                                             |                   |                        |
| 9  | 9 novembre 2020 | ISBN 978-4-06-521245-5                                                      | 15 giugno 2022    | ISBN 978-88-349-1049-8 |
| 9  | Capitoli - 63. Buondì, senpai! (おはざーす センパイ!?, Ohaza~su senpai!) - 64. Perciò è questa la tua stanza, senpai... (ここがセンパイの部屋っスかー?, Koko ga senpai no heya ssu ka) - 65. Tieni d'occhio la casa mentre non ci sono, senpai! ♥ (お留守番しててくださいねーセーンパイ♡?, Orusuban shitete kudasai ne ̄ sēnpai ♡) - 66. Beccati questo! Senpai, chi ti credi di essere?! (このっ センパイのくせにっ?, Kono senpai no kuse ni) - 67. Pensi che te lo dirò? Scordatelo, senpai! ♥ (センパイには教えてあげなーい♡?, Senpai ni wa oshiete agena ̄ i ♡) - 68. Che scorpacciata, senpai! (いやーゴチっス センパイ！?, Iya ̄gochi ssu senpai!) - 69. Senpai, non dirmi che passerai il Natale solo soletto! ♥ (センパイ クリボッチじゃないっスか～♡?, Senpai kuribotchi ja naissuka~♡) - 70. Sai, senpai... ne ho uno per te anch'io... (じゃー私からセンパイにも…?, Ja ̄ watashi kara senpai ni mo…) - Extra 1. L'impetuoso karaoke delle ragazze single (男いない組 怒りの徹カラ?, Otoko inai gumi ikari no tetsukara) - Extra 2. Regali di Natale (クリスマスプレゼント?, Kurisumasu Purezento) - Extra 3. Lo spettro della fanciulla pallida (白い女の霊?, Shiroi on'na no rei) |                                                                             |                   |                        |
| 10 | 9 marzo 2021 | ISBN 978-4-06-522644-5 (ed. regolare) ISBN 978-4-06-522647-6 (ed. limitata) | 13 luglio 2022    | ISBN 978-88-349-1077-1 |
| 10 | Capitoli - 71. Vediamo, senpai! Avrai fortuna nell'anno venturo? (さぁ センパイの今年の運勢は～？?, Sa~a senpai no kotoshi no unsei wa ~?) - 72. Senpai... per cosa hai pregato, alla fine? (センパイは結局 何お願いしたんスか？?, Senpai wa kekkyoku nani onegai shita n su ka?) - 73. Vorresti portare le lenti a contatto, senpai? (センパイ コンタクトするんすねー!!?, Senpai kontakuto suru n su neー!!) - 74. Che scivolone... sapevo che sarebbe finita così, senpai! (センパイの滑りってやっぱそんな感じなんスね?, Senpai no suberi tte yappa son'na kanjina n su ne) - 75. Davvero una performance niente male, senpai! ♥ (なかなかいー感じでしたよ センパイ♡?, Nakanaka i ̄ kanjideshita yo senpai♡) - 76. Allora, paisen? Vuoi provare a temprare il tuo fisico? (パイセンさ ちょーっと体鍛えてみねえ？?, Paisen-sa cho ̄ tto karada kitaete minē?) - 77. Non credevo fossi interessato a questa roba, senpai! (センパイこーゆーの絶対興味ないっしょ!!?, Senpai ko ̄ yu ̄ no zettai kyōmina issho!!) - 78. Ti sei spaventato di brutto, senpai! (センパイ めっちゃビビってた～！?, Senpai metcha bibitteta ~!) - Extra. La presidentessa sta facendo attività fisica con il paisen... uno contro uno! (ぶちょ～さんがパイセン マンツーマンでしごいてるってさ～?, Bucho~-san ga paisen mantsūman de shigoi teru tte sa~) |                                                                             |                   |                        |
| 11 | 6 agosto 2021 | ISBN 978-4-06-524023-6                                                      | 14 settembre 2022 | ISBN 978-88-349-1106-8 |
| 11 | Capitoli - 79. Cosa c'è, senpai? (なんスかセンパイ?, Nansuka senpai) - 80. Ma solo se vincerai un incontro anche tu, senpai... intesi? (センパイが一勝でもできたら…ね?, Senpai ga isshō demo dekitara… ne) - 81. Ci è toccata la stessa sorte, senpai... (センパイとお揃いとは～?, Senpai to osoroi towa~) - 82. Quindi? Come stanno le cose, senpai?! (さあ！どうなんスか！センパイっ！?, Sā! Dō nansuka! Senpai!) - 83. Il senpai Hachioji mi ha sempre trattata con la massima gentilezza! (八王子先輩には大変お世話になりました?, Hachiōji senpai ni wa taihen osewaninarimashita) - 84. Finalmente l'hai incontrata, senpai! (先輩は出会ってしまったのですね?, Senpai wa deatte shimatta nodesu ne) - 85. Senpai... non ti senti solo, senza di me? (センパイは私がいなくて寂しくないっスか…？?, Senpai wa watashi ga inakute sabishiku naissuka…?) - 86. Vieni con me anche tu, senpai! (センパーイ 一緒に行きましょうよー‼?, Senpāi issho ni ikimashou yo ̄ ‼) - Extra. Perché non mi fai un bel massaggio, senpai? ♥ (マッサージして下さいよ センパイ♡?, Massāji shite kudasai yo senpai♡) |                                                                             |                   |                        |
| 12 | 9 dicembre 2021 | ISBN 978-4-06-526278-8                                                      | 16 novembre 2022  | ISBN 978-88-349-1213-3 |
| 12 | Capitoli - 87. Come butta, senpai? (チース センパイっ?, Chīsu senpai!) - 88. Ci stiamo solo esercitando per un tuo prossimo appuntamento, senpai! (センパイのデートの練習っスからね!??, Senpai no Dēto no renshū ssukara ne!?) - 89. Ricapitoliamo il tuo punteggio di oggi, senpai! (今日のセンパイの点数発表ですっ!!?, Kyō no senpai no tensū happyō desu!!) - 90. Allora... perché non facciamo come se fosse un appuntamento reale? (じゃあ…本番にふさわしいことしちゃいます？?, Jā… honban ni fusawashī koto shi chaimasu?) - 91. Che ne dici, senpai? Vorresti assaggiarlo? (どっスかセンパイ？食べたいっスか～？, Dossu ka senpai? Tabeta issu ka ~??) - 92. Voglio che il senpai rimanga a bocca aperta! (やっぱりセンパイびっくりさせたいし…?, Yappari senpai bikkuri sa setaishi…) - 93. Senpai... sei di buon umore, per caso? (先輩…浮かれていますね？?, Senpai… ukarete imasu ne?) - 94. Ah, senpai! Questo qui... (あ センパイ こいつは…?, A senpai koitsu wa…) - Extra 1. Oh, no! Era vulcanico! (あっ!! ボルケーノ…!!?, A!! Borukēno…!!) - Extra 2. Dolcetto & scherzetto! ♥ (トリック&トリートっス♡?, Torikku & Torītossu ♡) |                                                                             |                   |                        |
| 13 | 8 aprile 2022 | ISBN 978-4-06-527519-1                                                      | 5 gennaio 2023    | ISBN 978-88-349-1834-0 |
| 13 | Capitoli - 95. Nagatoro... metticela tutta! (長瀞…頑張れよ…!!?, Nagatoro… ganbareyo…!!) - 96. Qualcosa da ridire sul mio senpai? (私のセンパイに何か…？?, Watashi no senpai ni nanika…?) - 97. Capisco perfettamente il tuo disagio, senpai! ♥ (センパイがキョドってるの丸わかりっス♡?, Senpai ga kyodo tteru no maru wakari ssu♡) - 98. Cosa è successo, senpai? (先輩はどうなの？?, Senpai wa dōna no?) - 99. Senpai... sei contento, ora che hai fatto il pieno di culi e tette? (センパイ…お尻とおっぱい堪能できて満足っスか…？?, Senpai… o shiri to oppai tan'nō dekite manzoku ssu ka…?) - 100. Se frequentassimo lo stesso anno scolastico, senpai... (もしセンパイと学年が一緒だったら?, Moshi senpai to gakunen ga isshodattara) - 101. Senpai, sei uno stupido! (センパイのバカ!!?, Senpai no baka!!) - 102. Se proprio ci tieni tanto, senpai... (センパイがどーしてもって言うなら～?, Senpai ga dōshitemo tte iunara~) - 99.5. Perfetto, ora è il mio turno! (じゃあ次は私の番っスね?, Jā tsugi wa watashi no ban ssu ne) |                                                                             |                   |                        |
| 14 | 9 agosto 2022 | ISBN 978-4-06-528772-9                                                      | 8 marzo 2023      | ISBN 978-88-349-1940-8 |
| 14 | Capitoli - 103. Cos'è quello sguardo perso nel vuoto, senpai? (何ボーっとしてんスか！センパイっ！?, Nan bō tto shite n su ka! Senpai!) - 104. Tu e il paisen... che state combinando? (どうなんだよ!? パイセンとはよー?, Dōna nda yo! ? Paisen to wa yo) - 105. Passeremo la giornata insieme, senpai! (付き合ってもらいますよーセンパイ！?, Tsukiatte moraimasu yo senpai!) - 106. Perfetto, senpai! Sei pronto?! (さあセンパイ！準備はいっスか！？?, Sā senpai! Junbi wa issu ka!?) - 107. Io... io... (俺は 俺は…!!?, Ore wa ore wa…!!) - 108. Senpai! Senpaaai! (センパイ!!センパイっ!!?, Senpai!! Senpai!) - 109. Perché continui a tentennare, senpai?! (何グズグズしてんスか センパイッ!!?, Nani guzuguzu shite n su ka senpai!!) - Extra. Sfida a chi ha il seno più grosso! (おっぱいの大きさ勝負～!!?, Oppai no ōkisa shōbu~!!) |                                                                             |                   |                        |
| 15 | 6 gennaio 2023 | ISBN 978-4-06-530336-8                                                      | 24 maggio 2023    | ISBN 978-88-349-2056-5 |
| 15 | Capitoli - 110. Senpai, cosa credi che esista tra te e Nagatoro? (先輩と長瀞先輩はどうなんですか…？?, Senpai to Nagatoro senpai wa dōna ndesu ka…?) - 111. Pensa tu a dare qualche consiglio al senpai, te ne prego! (センパイの相談に乗ってあげて…下さい!!?, Senpai no sōdan ni notte agete… kudasai!!) - 112. Chi di noi vorresti immortalare, senpai? (センパイはどっち描きたいんスか？?, Senpai wa dotchi kakitai n su ka?) - 113. Mi affido a te, senpai! ♥ (1) (よろしくお願いしますね センパイ♡?, Yoroshiku onegaishimasu ne senpai ♡) - 114. Mi affido a te, senpai! ♥ (2) (よろしくお願いします センパイ♡?, Yoroshiku onegaishimasu senpai ♡) - 115. Ti piacerebbe darmi un bacio, senpai? ♥ (私にチューして欲しいんスよね センパイは♡?, Watashi ni chū shite hoshī n su yo ne senpai wa♡) - 116. Tecnica segreta! Ammazzasenpai! (必殺!!センパイ殺し～!!?, Hissatsu!! Senpai goroshi ~!!) - Extra. Potresti spogliarti... solo un pochino? (少し... 脱いでよてくれないか...??, Sukoshi... Nuide yote kurenai ka...?) |                                                                             |                   |                        |
| 16 | 9 maggio 2023 | ISBN 978-4-06-531656-6                                                      | 25 ottobre 2023   | ISBN 978-88-349-1279-9 |
| 16 | Capitoli - 117. Anche voi andate in ritiro, senpai? (センパイのとこも強化合宿っスか?, Senpai no toko mo kyōka gasshuku ssu ka)) - 118. Senpai?! E le conigliette... (センパイ!?とウサギ共…?, Senpai! ? To usagi-domo…) - 119. Vero, signor senpai? (だよね～センパイ君？?, Da yo ne ~ senpai-kun?) - 120. Peccato che Hayacchi non è alle terme con noi! (ハヤっちとも一緒に入りたかった~?, Hayatchito mo issho ni hairitakatta~) - 121. D'altronde mi stai supplicando in lacrime, senpai... ♥ (センパイが泣いて頼むからっ♡?, Senpai ga naite tanomu kara♡) - 122. Per essere solo un patetico senpai... sei proprio un birichino... (センパイのくせに…生意気っスよ…?, Senpai no kuse ni… namaiki ssu yo…) - 123. Senti, senpai... (……ね センパイ…?, …… Ne senpai…) - 124. Senpai, mi stai sfidando? E io accetto! (センパイ この勝負受けて立ちますよ!!?, Senpai kono shōbu ukete tachimasu yo!!) - Extra. Liberare il corpo e lo spirito! (心と身体を解き放て?, Kokoro to karada o tokihanate) |                                                                             |                   |                        |
| 17 | 8 settembre 2023 | ISBN 978-4-06-532882-8                                                      | 21 febbraio 2024  | ISBN 978-88-349-2427-3 |
| 17 | Capitoli - 125. Sai sempre come sorprendermi, senpai! (やっぱセンパイは意表をついてきますね?, Yappa senpai wa ihyō o tsuite kimasu ne) - 126. Senpai, è il momento di sfidare le rapide! (センパイ今こそ激流を下る時っスよ！?, Senpai ima koso gekiryū o kudaru toki ssu yo!) - 127. Senpai... oggi... è un giorno speciale... (センパイ…今日は…特別っスよ?, Senpai… kyō wa… tokubetsu ssu yo) - 128. Grazie per l'aiuto che date al mio senpai! (お世話になってます ウチのセンパイが…!!?, Osewa ni nattemasu uchi no senpai ga…!!) - 129. Anche il senpai ce la sta mettendo tutta (センパイだって頑張ってんだし?, Senpai datte ganbatte ndashi) - 130. Come te la cavi da queste parti, senpai (センパイがこっちでどんな感じか…?, Senpai ga kotchi de don'na kanji ka…) - 131. Aspetta, senpai! (センパイ待ってー!!?, Senpai matte!!) - Extra. Ciò che mi manca adesso è... la risolutezza! (今の私に足りないのは... 意い切りだ!!?, Ima no watashi ni tarinai no wa... I i-kirida!!) |                                                                             |                   |                        |
| 18 | 7 dicembre 2023 | ISBN 978-4-06-533935-0                                                      | 15 maggio 2024    | ISBN 978-88-349-2672-7 |
| 18 | Capitoli - 132. Senti, senpai... riguardo al discorso dell'altra volta... (ねぇ センパイ…こないだの話なんスけど…?, Ne senpai… konaida no hanashina n su kedo…) - 133. Ho capito cosa intendi dire, senpai... (わかったっスよ センパイの言いたいこと…?, Wakattassu yo senpai no iitai koto…) - 134. Senpaaai!! C... com'è andata?! (センパーイ！ ど どうでした!??, Senpāi! Do dōdeshita!?) - 135. Cammina a testa alta, Hachiouji! (胸を張れ 八王子!!?, Mune o hare Hachiōji!!) - 136. Forza, Gamo! (ガモちゃん いけーっ!!?, Gamo-chan ike~tsu!!) - 137. Lascio a te il resto, paisen! (後は頼んだぜ パイセン?, Ato wa tanonda ze paisen) - 138. Be', è proprio da te, senpai... (まぁセンパイっぽいスけど?, Ma~a senpai ppoi sukedo) - Extra. Grazie, Nude Kamen! (ありがとうマッパ仮面!!?, Arigatō mappa kamen!!) |                                                                             |                   |                        |
| 19 | 9 aprile 2024 | ISBN 978-4-06-535162-8                                                      | 28 agosto 2024    | ISBN 978-88-349-2739-7 |
| 19 | Capitoli - 139. L'ho scaricata tutta dentro di te, senpai! (センパイの中に放出したんス！?, Senpai no naka ni hōshutsu shita n su!) - 140. Ho conosciuto te, senpai... (私はセンパイと出会った?, Watashi wa senpai to deatta) - 141. Combatto per me stessa e per il senpai! (私とセンパイのために戦う!!?, Watashi to senpai no tame ni tatakau!!) - 142. Senpai! A... a... aspetta... (センパイっ!! ちょ…ちょ…ちょ…?, Senpai~tsu! ! Cho… cho… cho…) - 143. Dai... di' qualcosa, senpai... (ほら何か言って下さいよ センパイ?, Hora nani ka itte kudasai yo senpai) - 144. E... e dire che sei sempre il solito senpai... (センパイの…センパイのくせに…?, Senpai no… senpai no kuse ni…) - 145. Però sai, senpai... ora che ci siamo fidanzati... (でもセンパイ 恋人同士って…?, Demo senpai koibito dōshi tte…) - Extra. Tornare a casa... nuda? (全裸で…下校…??, Zenra de… Gekō…?) |                                                                             |                   |                        |
| 20 | 7 agosto 2024 | ISBN 978-4-06-536570-0                                                      | 5 febbraio 2025   | ISBN 978-88-349-3228-5 |
| 20 | Capitoli - 146. Aspetto che il senpai faccia la sua mossa... cioè... (センパイの出方待ち…というか…?, Senpai no dekata-machi… to iu ka…) - 147. Senpai! Hai un minuto dopo il club?! (センパイ！ 部活終わったら時間ありますか!??, Senpai! Bukatsu owattara jikan arimasu ka!?) - 148. Senpai... io e te... siamo estranei!? (私とセンパイは…他人…？?, Watashi to senpai wa… tanin…?) - 149. Sbaglio o ti è venuta la voce stridula, senpai? (センパイちょっと声上ずってませんか…？?, Senpai chotto koe uwazuttemasen ka…?) - 150. Cioè, sapete che il senpai è il solito zozzone, no? (いつも通りセンパイキモキモでさー?, Itsumodōri senpai kimo kimo de-sa) - 151. Senpai! Non mollare! Senpai! (センパイッ!! 頑張れっ!! センパイッ!!?, Senpai~tsu!! Ganbare ~tsu!! Senpai~tsu!!) - 152. Il mio senpai... (私のセンパイッ…?, Watashi no senpai~tsu…) - 153. Qual è il tuo sogno, senpai? (センパイの夢はなんですか？?, Senpai no yume wa nandesu ka?) - 154. Senpai! Nagatoro! (センパイっ!! 長瀞っ!!?, Senpai!! Nagatoro!!) - Extra. Non vedo l'ora, senpai! ♡ (楽しみっスわセ ンパイ♡?, Tanoshimi ssu wa senpai ♡) |                                                                             |                   |                        |

### Anime

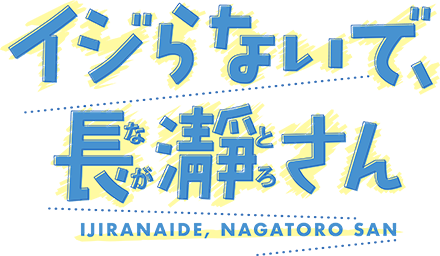
Logo della serie

Il 2 luglio 2020 è stato annunciato un adattamento anime, prodotto da Telecom Animation Film e diretto da Hirokazu Hanai, che è andato in onda dall'11 aprile al 26 giugno 2021 sull'emittente Tokyo MX. La composizione della serie è a cura di Taku Kishimoto, col character design di Misaki Suzuki e la colonna sonora composta da Gin (BUSTED ROSE). La sigla d'apertura EASY LOVE è cantata da Sumire Uesaka, seiyū della protagonista, mentre la sigla di chiusura Colorful Canvas (カラフル・キャンバス?, Karafuru Kyanbasu) è cantata dalla Uesaka, assieme a Mikako Komatsu, Aina Suzuki e Shiori Izawa, rispettivamente voci di Gamo-chan, Yoshi e Sakura. I diritti internazionali al di fuori dell'Asia sono stati acquistati da Crunchyroll che ha pubblicato la serie in versione sottotitolata in vari Paesi del mondo, tra cui l'Italia.
Il 23 ottobre 2021 è stata annunciata la seconda stagione. Intitolata Don't Toy with Me, Miss Nagatoro 2nd Attack, la seconda stagione è diretta da Shinji Ushiro e prodotta da OLM, in sostituzione di Hanai e Telecom Animation Film. Il resto dello staff principale è tornato a ricoprire i medesimi ruoli della prima stagione. È stata trasmessa dal 7 gennaio al 18 marzo 2023 con un doppio episodio. Le sigle sono rispettivamente Love Crazy di Uesaka (apertura) e My Sadistic Adolescence di Uesaka, Komatsu, Suzuki e Izawa (chiusura).

#### Episodi

##### Prima stagione
| Nº serie | Nº | Titolo italiano Giapponese 「Kanji」 - Rōmaji | In onda        | In onda |
| Nº serie | Nº | Titolo italiano Giapponese 「Kanji」 - Rōmaji | Giapponese     |         |
| 1        | 1  | Senpai, sei un pochino... 「センパイって、ちょっと…」 - Senpaitte, chotto...Senpai, non ti arrabbi mai? 「センパイって怒らないんですか？」 - Senpaitte okoranain desu ka? | 11 aprile 2021 |         |
| 1        | 1  | Un introverso studente del secondo anno di liceo, Naoto Hachioji, porta a scuola un manga disegnato da lui stesso e diverse ragazze lo deridono, tranne Hayase Nagatoro, una studentessa del primo anno che deduce che il protagonista è basato su se stesso. La ragazza lo tormenta dimostrando che il suo personaggio è più coraggioso di lui, facendolo piangere. Lui cerca di evitarla, ma lei fa irruzione nel club di arte e lo sprona a farle un ritratto, ma solo dopo averlo stuzzicato proponendogli di posare nuda e gli offre un premio segreto per il disegno finito. Una volta terminato il disegno, lei finge di dargli un bacio ma poi lo prende in giro, facendogli notare che era troppo imbarazzato per disegnare correttamente le sue gambe, facendolo piangere di nuovo. Tornando a casa, lei gli chiede di uscire con lui, ma lo prende nuovamente in giro e lo spinge accidentalmente in un fiume. Quando lui reagisce a malapena, lei vuole sapere perché non si arrabbia e lui ammette che, dopo una vita di bullismo, non riesce più a farlo e che, sebbene lei lo infastidisca, gli piacciono le sue attenzioni. Soddisfatta della sua risposta, gli chiede di chiamarla Nagatoro e lei lo chiamerà senpai.                                      |                |         |
| 2        | 2  | Il tuo sogno si è avverato, senpai!! 「センパイの願望が叶いましたね！！」 - Senpai no ganbō ga kanaimashita ne!!Come butta, senpai?! 「ちっす、センパイっ！」 - Chissu, senpai! | 18 aprile 2021 |         |
| 2        | 2  | Il senpai compra un manga erotico sui vampiri, che Nagatoro ruba, e una volta letto, si rende conto che la storia è interessante, ma fa notare che il protagonista assomiglia al senpai. Nagatoro gli salta addosso, fingendo di trasformarlo in vampiro, ma viene respinta dall'aglio del suo pranzo e gli afferra accidentalmente l'inguine, mettendo entrambi in imbarazzo, anche se lei lo prende in giro perché si è eccitato. Il giorno dopo Nagatoro propone un gioco che consiste nel puntare i capezzoli dell'altro sotto i vestiti, con in palio un biglietto per costringere il perdente a fare qualsiasi cosa senza rifiutarsi, e il senpai accetta, sperando di costringerla a lasciarlo in pace. Nagatoro trova i capezzoli del senpai, ma quando arriva il suo turno, lei si innervosisce, dicendo che il gioco è finito e scappa prima che lui possa fare la sua mossa. Il senpai va al suo ristorante preferito per continuare a scrivere il suo manga quando vede arrivare Nagatoro in compagnia di una sua amica e due ragazzi, e nota che Nagatoro sembra annoiarsi con i due ragazzi e non li prende in giro. Fuori dal locale, Nagatoro torna al suo solito atteggiamento e prende in giro il senpai mentre tornano a casa.                           |                |         |
| 3        | 3  | Facciamolo ancora, senpai! 「またやりましょうね、センパイっ」 - Mata yarimashō ne, SenpaiQuaggiù, senpai! 「センパーイ、こっちこっち〜」 - Senpāi, kotchi kotchi〜 | 25 aprile 2021 |         |
| 3        | 3  | Nagatoro finge di spogliarsi davanti al senpai, rivelando di indossare un costume da bagno, poi lo prende in giro per aver creduto che si sarebbe spogliata. Mentre tornano a casa, si riparano da un temporale e Nagatoro lo prende in giro perché la sua maglietta diventa trasparente e quando il senpai la guarda, entrambi si imbarazzano. Siccome continua a piovere, Nagatoro invita il senpai a casa sua, che è più vicina di quella del ragazzo, e mettono i vestiti nell'asciugatrice. Per passare il tempo, i due si divertono con un videogioco picchiaduro, dove inizialmente il senpai sembra prevalere, ma poi lei lo prende in giro e lo sconfigge. Il giorno dopo, il senpai non trova posto a sedere nella mensa ed è costretto ad andare al tavolo di Nagatoro e delle sue amiche. Qui, Nagatoro mostra una visibile gelosia quando le altre cercano di infastidirlo e lo difende dalle prese in giro, e il senpai chiarisce che lui e Nagatoro non stanno insieme. In seguito lei cerca di insegnargli a trasformare le prese in giro in un numero comico con un schiaffo sulla spalla, ma il senpai si agita e tocca accidentalmente il suo seno, mettendo in imbarazzo entrambi, ma poi lei ci fa ironia.                                             |                |         |
| 4        | 4  | Senpai, sei tutto rosso! 「センパイ、顔真っ赤っスよ〜？」 - Senpai, kao makkassu yo〜?Senpai, potresti anche... 「センパイは、もうちょっと…」 - Senpai wa, mō chotto... | 2 maggio 2021  |         |
| 4        | 4  | Gamo e Yoshi, le amiche di Nagatoro, prendono in giro il senpai perché è vergine e lo costringono a strizzare i seni di Gamo prima di rivelare che in realtà aveva degli anpan sotto la maglietta, ma poi fuggono all'arrivo di Nagatoro, che si dimostra gelosa. Così porta il senpai a tirare a indovinare la differenza tra un anpan normale e uno in edizione limitata sotto la maglietta, ma uno di questi cade e il senpai stringe accidentalmente uno dei suoi seni, portando Nagatoro a vendicarsi. Più tardi, Nagatoro nota che il senpai sta osservando Hosakawa, campione del club di baseball, e deduce che è geloso della popolarità di quest'ultimo. Nagatoro gli fa notare che non può aspettarsi degli elogi per il suo talento se non elogia mai gli altri e gli chiede di farle dei complimenti, sorprendendosi quando lui dice tutto ciò che gli piace di lei. Il senpai quindi cerca di farle un ritratto, finché Nagatoro non si addormenta. Terminato il disegno, Nagatoro vuole ricompensarlo fingendo di baciarlo, per poi rivelare che in realtà si era sostituita con un giocattolo, ma poi ammette che il disegno le piace molto. |                |         |
| 5        | 5  | La lana del senpai 「センパイのもこもこ」 - Senpai no mokomokoGrazie, senpai! 「センパイ、ゴチっス!!」 - Senpai, go-chissu!! | 9 maggio 2021  |         |
| 5        | 5  | Dopo essersi risvegliata da un incubo in cui ha visto il senpai ignorarla e passare del tempo con Gamo e Yoshi, Nagatoro scopre che il senpai le ha messo una coperta mentre dormiva. Dopo avergli fatto il solletico, lo sfida a farglielo a sua volta, ma si tira indietro quando è il turno di lui. Si offre di tagliargli i lunghi capelli che ha e lui accetta, ma poi Nagatoro viene chiamata al telefono da Gamo e Yoshi, che approfittano che la loro amica si sia allontanata per cercare di rasare a zero il ragazzo. Il senpai riesce a resistere fino al ritorno di Nagatoro, che mette in fuga le due, quindi fa un taglio di capelli a dovere al ragazzo. Durante un'ondata di caldo, Nagatoro insiste perché prendano una granita presso un locale specifico, quindi il senpai la protegge da alcuni pervertiti che la fissano mentre il sudore rende visibile il suo intimo attraverso la maglietta. Vedendola patire il caldo, il senpai la trascina via dalla fila di clienti per farla sedere all'ombra, quindi, una volta ripresa, lei compra a entrambi un gelato del supermercato come ringraziamento. Quando iniziano le vacanze estive, il senpai crede che non vedrà Nagatoro per tutta l'estate, finché lei non gli chiede il numero di telefono. |                |         |
| 6        | 6  | Sei troppo buono, senpai 「センパイ、ちょろ過ぎる〜♥」 - Senpai, choro sugiru〜♥Senpai! Andiamo al mare! 「センパイ！海、行きましょー！！」 - Senpai! Umi, ikimashō!! | 15 maggio 2021 |         |
| 6        | 6  | Il senpai si risveglia in un mondo fantastico dove ha il compito di sconfiggere il signore dei demoni. Forma una squadra con la ragazza gatto Nekotoro, la ladra Gamo e la ragazza drago Yoshi. Raggiunto il castello del signore dei demoni, il senpai si rende conto che le ragazze sono in realtà i tre signori dei demoni che lo prendono in giro perché è vergine. Il senpai si risveglia in un ristorante, rivelando che tutta la storia che stava scrivendo si è trasformata in un incubo. Nagatoro trova il suo album da disegno con illustrazioni che la ritraggono nei panni di una ragazza gatto e lo prende in giro per le sue fantasie. Nagatoro insiste che il senpai venga in spiaggia con lei, Gamo e Yoshi, quindi lui decide di sedersi all'ombra a disegnare, perché odia scottarsi e non sa nuotare. Nagatoro si offre di spalmargli la crema solare, ma lui declina, perché è una cosa che fanno le coppie, quindi lei, irritata per il rifiuto, applica violentemente la crema con il piede, e si infastidisce quando anche Gamo e Yoshi insistono nel calpestarlo. Il senpai finisce per divertirsi con le ragazze, e viene mostrato che ha disegnato Nagatoro sulla spiaggia.                                                                       |                |         |
| 7        | 7  | Senpai, vuoi andare al festival? 「センパイ、お祭り行きませんか？」 - Senpai, omatsuri ikimasen ka?Sembra proprio un appuntamento, vero, senpai? 「デートみたいっすね、センパイ」 - Dēto mitaissu ne, senpaiAndiamo a casa, senpai 「帰りましょう、センパイ」 - Kaerimashō, senpai | 22 maggio 2021 |         |
| 7        | 7  | Dato che Nagatoro non lo ha invitato al festival estivo, il senpai decide di andarci da solo e si imbatte in Gamo e Yoshi, che inviano una foto del ragazzo con un collare a Nagatoro, che si precipita al festival. Qui Gamo la sfida a riconquistare il senpai, e mentre si svagano con vari giochi, Nagatoro annuisce al fatto che poteva essere il senpai a invitarla. Dopo aver vinto la sfida contro Gamo e Yoshi, iniziano i fuochi d'artificio, e il senpai porta Nagatoro in un luogo più appartato per guardarli. Durante una reciproca presa in giro sul fatto di non avere il coraggio di dare un bacio all'altro, i due si accorgono che sono circondati da coppie che si baciano, quindi fuggono imbarazzati e il senpai suggerisce di andare al festival dell'anno prossimo insieme. Dopo essere tornato a scuola, il senpai vede che un ragazzo del gruppo di Nagatoro cerca di provarci con lei, così trova il coraggio di chiedere a Nagatoro di andarsene con lui, cosa che lei fa volentieri, così come le ragazze, lasciando indietro i restanti due ragazzi confusi. Il senpai incontra un'altra amica di Nagatoro, Sakura, una delle ragazze che per prima lo aveva preso in giro perché disegnava manga in biblioteca.                              |                |         |
| 8        | 8  | Potrebbe essere divertente, senpai 「意外と楽しいかもしれないっスね、元センパイ♡」 - Igai to tanoshii ka mo shirenaissu ne, moto senpai♡Giochiamo a carta-sasso-forbici, senpai!! 「じゃんけんしましょう、センパイ！！」 - Janken shimashō, senpai!! | 29 maggio 2021 |         |
| 8        | 8  | Poiché il senpai non ha i muscoli allenati, Nagatoro lo costringe a fare esercizio sostenendola sulla schiena, ma dopo una situazione imbarazzante il senpai crolla. Il senpai diventa ossessionato da un nuovo videogioco e dimentica di studiare. Nagatoro lo avverte che se dovrà ripetere l'anno, finirà nella sua stessa classe, quindi il senpai studia per evitare di essere bocciato. Nagatoro sente il senpai mentre è in compagnia di Gamo, Yoshi e Sakura in un'aula e fraintende i loro discorsi, quindi scopre che stavano solo cercando di estrarre una scheggia dal pollice del ragazzo, quindi Nagatoro gliele estrae al posto loro. In seguito, Nagatoro sfida il senpai a sasso, carta, forbici per costringerlo a portare la sua borsa e poi anche lei stessa sulle spalle. Il senpai la fa quasi cadere e, quando cerca di afferrarla, le tocca accidentalmente il sedere, facendola scappare via per l'imbarazzo. In seguito lo chiama al telefono per stuzzicarlo sul fatto che è nella vasca da bagno, dopodiché lei inavvertitamente avvia la videochiamata e lui la vede nuda, quindi entrambi si imbarazzano. |                |         |
| 9        | 9  | Senpai sotto sotto è un pervertito!! 「センパイはムッツリだし！！」 - Senpai wa muttsuri dashi!!Non esiste che un pervertito come senpai possa avere un appuntamento!! 「キモキモセンパイがまともにデート出来るわけ無いっしょ！！」 - Kimokimo senpai ga matomo ni Dēto dekiru wakenaissho!! | 5 giugno 2021  |         |
| 9        | 9  | Nagatoro si appassiona alla boxe e chiede al senpai di sfidarla, ma questi si avvicina troppo e quasi si abbracciano, mettendo entrambi in imbarazzo. Le ragazze sono infastidite perché un gruppo di ragazzi patiti di videogiochi hanno invaso la loro mensa, così mandano Sakura a rompere la loro amicizia flirtando e facendoli ingelosire a vicenda. Le ragazze credono che il senpai non sia interessato alle ragazze, ma Nagatoro insiste che è un pervertito e scommette che ha delle riviste sconce nella sala del club. Non riuscendo a trovarle, Nagatoro viene derisa da Gamo, quindi il senpai lascia di proposito un manga erotico nella libreria, permettendo a Nagatoro di vincere la scommessa. Nagatoro si fa fare un nuovo orecchino e convince il senpai a farsene fare uno, ma Nagatoro lo illude per scherzo. Sakura rivela che uno dei ragazzi della mensa la sta perseguitando e chiede al senpai di fingere di essere il suo fidanzato, cosa che lui accetta. Nagatoro osserva il loro finto appuntamento, e frustrata dalla cosa, cattura lei stessa lo stalker. |                |         |
| 10       | 10 | Sembri piuttosto rigido, senpai 「センパイって体、硬そーですよねぇ」 - Senpaitte karada, kata sō desu yo nēLo faccio io per te, senpai!! 「やってやりますよ、センパイ！！」 - Yatte yarimasu yo, senpai!! | 12 giugno 2021 |         |
| 10       | 10 | Nagatoro vuole offrire al senpai un "bocconcino irresistibile", e lui pensa che siano foto di nudo, ma lei rivela che si stava riferendo ai bocconcini di pollo. Nagatoro nota che il senpai è un corridore lento e gli chiede di fare jogging con lei. Durante l'allenamento, il senpai crolla a metà strada, quindi Nagatoro lo tormenta finché non raggiunge la meta, in modo da spronarlo a migliorarsi. Siccome il senpai ha bisogno di una modella per il suo ultimo disegno, Nagatoro si offre di posare e si ritrova a indossare un costume da ragazza gatto. Il senpai sentendo avvicinarsi Sana Sunomiya, la presidente del club di arte, fa nascondere le ragazze, quindi si confronta con Sana che è venuta a verificare come ha gestito il club in sua assenza. Notando i disegni di Nagatoro in versione gatta, Sana minaccia di far chiudere il club, quindi Nagatoro si rivela e difende la dedizione del senpai per l'arte. Sanachiede al senpai di allestire una mostra d'arte al festival culturale in competizione con la sua; se quella del senpai riceverà più voti, allora il club di arte potrà rimanere aperto. |                |         |
| 11       | 11 | Cosa ne pensi tu, senpai? 「センパイはどう思ってんスか？」 - Senpai wa dō omottensu ka?Mai che tu dica la verità, senpai 「素直じゃないんだからー、センパイはー♡」 - Sunao ja nain da karā, senpai wā♡ | 19 giugno 2021 |         |
| 11       | 11 | Il senpai non è fiducioso di vincere in quanto nella precedente mostra Sana aveva realizzato un quadro di nudo di lei stessa. Nagatoro si offre comunque di fare da modella per lui, e dopo aver indossato diversi costumi, ammette che i disegni del senpai mancano di impatto rispetto al dipinto della rivale. Il senpai decide di non disegnare più Nagatoro perché in caso di sconfitta potrebbe rovinare la sua reputazione, quindi la ragazza infastidita se ne va. Sana divide l'aula del club a metà per motivi di privacy, quindi fa visita al senpai e gli dice che i suoi dipinti mancano d'amore. Arriva Nagatoro, la quale imbarazzata per aver visto Sana mezza nuda, fugge via e il senpai la insegue. Dopo essersi chiariti presso la piscina, Nagatoro chiede al senpai perché la disegna sempre nelle situazioni quotidiane e lui risponde che è il momento in cui è più carina. Sana fa visita a un'altra studentessa per parlare della competizione. |                |         |
| 12       | 12 | La primavera è arrivata anche per te, spregevole solitario e impopolare senpai? 「非モテはぐフナセンパイにもついに春が到来っスか〜？」 - Himote hagu funa senpai ni mo tsui ni haru ga tōraissu ka〜?Hai sentito che ha parlato di amore, senpai? 「愛とか言われちゃってますよぉセンパーイ？」 - Ai toka iwarechattemasu yoo senpāi? | 26 giugno 2021 |         |
| 12       | 12 | Il senpai ha realizzato dei dipinti della vita quotidiana di Nagatoro e Gamo suggerisce di sabotare la presidente, ma il ragazzo insiste per competere lealmente. Durante il festival, Nagatoro e le ragazze indossano costumi da gatto per promuovere i dipinti del senpai, quindi Gamo propone a Nagatoro e al senpai di passare la pausa pranzo insieme. Il consiglio studentesco si rifiuta di permettere a Sana di esporre il suo quadro, trovandolo immorale, ma il senpai interviene, sostenendo che bisognerebbe consentire la sua espressione artistica. Anche Nagatoro e le ragazze fanno lo stesso, e Yoshi mostra il filmato in cui la maggior parte degli studenti ammirava seriamente il suo dipinto. Il consiglio permette che il dipinto rimanga, ma squalifica Sana dal concorso, dando la vittoria al senpai e permettendo al club di arte di rimanere aperto. Le ragazze allora puniscono la presidente facendole indossare un costume da coniglietta sexy, poi questa si complimenta con il senpai per aver messo amore nei suoi dipinti. Il senpai invita Nagatoro al concerto di chiusura e il giorno dopo, il ragazzo fa un altro schizzo di Nagatoro, quindi lei per ricompensarlo gli dà un bacio sulla guancia.                                   |                |         |

##### Seconda stagione
| Nº serie | Nº | Titolo italiano Giapponese 「Kanji」 - Rōmaji | In onda          | In onda |
| Nº serie | Nº | Titolo italiano Giapponese 「Kanji」 - Rōmaji | Giapponese       |         |
| 13       | 1  | Ormai siamo in confidenza, senpai! 「センパイと私の仲なんスから～」 - Senpai to watashi no naka nansuka-ra~ | 7 gennaio 2023   |         |
| 13       | 1  | Nagatoro sorprende il senpai mentre legge il manga shōjo Schiavo d'Amore, quindi gli propone di divertirsi leggendolo insieme. Dopo aver letto una scena in cui uno dei protagonisti della storia vuole far leccare all'altro l'acqua sulle scarpe con la lingua, a Nagatoro scivola accidentalmente dell'acqua su una delle sue, ma il senpai gliela asciuga con un fazzoletto. Il senpai pensa di salutare Nagatoro, ma siccome è troppo impacciato non riesce nello scopo, quindi la ragazza gli illustra vari possibili schemi esagerati di sua invenzione su come fare. Il senpai prova a praticare uno di questi, dove bisogna abbracciare l'altro da dietro, ma tocca accidentalmente i seni di lei, che si imbarazza e lo spinge via. Dopo aver incontrato Gamo e Yoshi, che li invitano a una festa dopo la scuola, Nagatoro tenta di sedurre il senpai facendosi infilare le calze da lui. Come promesso, dopo la scuola i due vanno a festeggiare la vittoria del festival culturale con Gamo, Yoshi e Sakura presso un locale in cui si serve sushi. |                  |         |
| 14       | 2  | Vorresti per caso invitarmi, Senpai? 「センパイのお誘いっスか！？」 - Senpai no osasoi suka!? | 7 gennaio 2023   |         |
| 14       | 2  | Nagatoro decide di condividere alcuni suoi dolciumi con il senpai, ma gliene lancia uno in bocca utilizzando uno snack come cerbottana. Sana nota che il senpai non ha molta ispirazione per i suoi dipinti, quindi gli regala due biglietti per andare allo zoo con Nagatoro, in modo da farla esercitare nel disegno. Il senpai trova il coraggio di invitare Nagatoro allo zoo, e il giorno designato dà alla ragazza un album da disegno, con il quale potrà fare pratica. Non essendo portata per il disegno, Nagatoro si fa aiutare dal senpai a ritrarre alcuni animali, quindi il ragazzo sostiene che poco a poco sta migliorando. Mentre Nagatoro è al bagno, il senpai incontra uno dei ragazzi visti al parco e la sua fidanzata che denigrano un disegno di Nagatoro, quindi il senpai lo difende chiedendo di portare rispetto per chi si impegna. Nagatoro torna dai servizi e mette soggezione i due scocciatori, che se ne vanno. Prima di andarsene, il senpai ritrae un bradipo mentre Nagatoro mostra di aver fatto un disegno del senpai. |                  |         |
| 15       | 3  | Senpai... per caso... stavi ascoltando? 「センパイ... さっきの... 聞いてました...?」 - Senpai... sakki no... kiitemashita...? | 14 gennaio 2023  |         |
| 15       | 3  | Nagatoro viene invitata a chiacchierare con Sakura ma dimentica il suo telefono nel club di arte. Intenzionato a restituirglielo, il senpai cerca la classe di Nagatoro, ma per evitare le sue amiche, si nasconde nell'armadio di una classe. L'aula si rivela essere il luogo di ritrovo di Nagatoro e delle sue amiche che iniziano a conversare del ragazzo ideale, quindi il senpai fa rumore per distrarle e Nagatoro lo scopre. Dopo averle ridato il telefono, il senpai esce dall'aula senza farsi scoprire grazie all'aiuto di Nagatoro. Durante un allenamento per la maratona scolastica, il senpai si fa male a una caviglia ma decide di partecipare lo stesso. La gara vede il senpai confrontarsi con Sana e viene aiutato in più modi da Nagatoro e le sue amiche ad arrivare a destinazione nonostante la caviglia dolorante, anche se poi vengono squalificati in quanto hanno barato. Notando che Nagatoro non si fa più sentire da qualche giorno, il senpai si preoccupa e scopre da Gamo e Yoshi che è a casa con il raffreddore. Siccome tornerà l'indomani, Gamo dà al senpai degli appunti da consegnare a Nagatoro, quindi il ragazzo si reca nei pressi della casa di lei, ma viene sorpreso dalla sorella maggiore di Nagatoro.                                                                                        |                  |         |
| 16       | 4  | Perché non ti accomodi, Senpai? 「上がってってくれたまえよ センパイ君♡」 - Agattettekureta maeyo, Senpai-kun♡ | 21 gennaio 2023  |         |
| 16       | 4  | Chiarito l'equivoco con il senpai, Misaki, sorella di Nagatoro, invita il ragazzo a entrare in casa e vorrebbe raccontargli degli aneddoti sulla sorella. Nagatoro si imbarazza per la presenza del senpai a casa sua, ma Misaki la calma preparando un budino per entrambi, i quali vanno a gustarlo in camera di Nagatoro. Qui Nagatoro tenta di imboccare il senpai, ma vengono interrotti dall'arrivo di Misaki che gli ha portato da bere. I due ragazzi si sfidano a un videogioco e Nagatoro mette in palio un suo segreto se il senpai riuscirà a batterla, quindi lui le chiede il suo nome, che ancora non conosce. Sconfitta Nagatoro, il senpai cambia idea e ritiene che non sia corretto farsi dire il suo nome dopo aver vinto una scommessa, ma Misaki fa irruzione in camera con un album di foto e glielo rivela comunque. Tornata dalla convalescenza, Nagatoro va nel club di arte per farsi ritrarre dal senpai in una posa da combattimento, ma perde l'equilibrio e il ragazzo la salva da una caduta. |                  |         |
| 17       | 5  | Questa è la tua stanza, Senpai? 「ここがセンパイの部屋っスかー」 - Koko ga senpai no heya sukaー | 28 gennaio 2023  |         |
| 17       | 5  | Dopo aver letto un articolo su Internet riguardo a degli atteggiamenti che possono fare innamorare un ragazzo, Nagatoro decide di metterne in pratica alcuni sul senpai, ma vengono sorpresi dalle amiche di lei che li scambiano per una coppia. Il senpai si ritrova costretto a rimanere a casa per via di un'influenza presa quando era andato a trovare Nagatoro, e la madre non può assisterlo perché impegnata in un viaggio di lavoro, così il ragazzo cerca di riposare. Preoccupatasi per la sua assenza, Nagatoro lo contatta e viene a fargli visita per aiutarlo a guarire, non prima di aver tentato di cercare delle riviste sconce in camera del ragazzo. Nagatoro si prende cura del senpai, cercando di abbassare la febbre e preparandogli un congee, quindi lui, pensando di stare sognando, la ringrazia chiamandola per nome, mettendo in imbarazzo la ragazza. Il giorno dopo, il senpai è guarito e la madre gli racconta di aver incontrato Nagatoro la sera prima mentre stava uscendo da casa loro. Sul cammino verso la scuola, il senpai incontra Nagatoro che torna a prenderlo in giro come al solito. |                  |         |
| 18       | 6  | Avrai fortuna quest'anno, Senpai? 「さあセンパイの今年の運勢は～？」 - Sā senpai no kotoshi no unsei wa~? | 4 febbraio 2023  |         |
| 18       | 6  | Durante il periodo natalizio, Nagatoro si fa consigliare da Misaki un regalo da fare al senpai. La vigilia di Natale, il senpai cerca di dare un regalo a Nagatoro, ma non ci riesce in quanto delle amiche di Nagatoro invitano entrambi al karaoke, ma fingono di aver dimenticato qualcosa nell'aula del club di arte e si dileguano. Qui i due ragazzi cercano di consegnarsi un regalo a vicenda, ma vengono interrotti da Sana, completamente nuda. I due si spostano in varie zone della scuola per cercare di scambiarsi i regali, ma ogni volta l'atmosfera viene rovinata da qualche ostacolo, finché sul tetto i due riescono finalmente nell'impresa. A Capodanno, Nagatoro invita il senpai al santuario e scopre che lei lavora part-time come sacerdotessa, e lei gli fa leggere le previsioni per l'anno nuovo. Il senpai acquista un portafortuna da Nagatoro e la invita a un santuario dedicato al matrimonio, e la ragazza dice di aver espresso il desiderio di diventare la sua sposa, ma poi dice che stava scherzando. |                  |         |
| 19       | 7  | Immaginavo sciassi così, Senpai. 「センパイの滑りってやっぱそんな感じなんスね」 - Senpai no suberi-tte yappa sonna kanjinan sune | 11 febbraio 2023 |         |
| 19       | 7  | Il senpai inizia a portare le lenti a contattato cercando di sostituirle agli occhiali da vista, quindi Nagatoro lo aiuta a mettersele e nota che adesso non può più fare il gesto di sollevarsi gli occhiali quando è imbarazzato. Sulle piste da sci, il senpai prende lezioni da Nagatoro per migliorare le sue capacità sul percorso. Alla sera, Nagatoro invita il senpai a un'altra lezione, ma lui declina per cercare di migliorare da solo con lo scopo di fare colpo su di lei. Qui salva un bambino dall'andare contro un albero, poi il senpai viene aiutato da Nagatoro a evitare un altro ragazzo che gli stava venendo inavvertitamente addosso e i due proseguono il percorso sulla neve assieme. Il giorno dopo, il senpai cerca di dare lezioni ai suoi amici, ma finisce per andare contro un muro di neve. A scuola, Sana afferma di essere stata ammessa in un'accademia d'arte e dice al senpai di pensare a cosa vorrà fare dopo il diploma. |                  |         |
| 20       | 8  | Perché non ti fai un po' di muscoli, Paisen? 「パイセンさ ちょーっと体鍛えてみねぇ？」 - Paisen-sa chotto karada kitaete mi nē? | 18 febbraio 2023 |         |
| 20       | 8  | Il senpai nota che nell'armadio non c'è più spazio per le tele che dipinge e Nagatoro gli propone di venderne alcune a un'asta. Il senpai si ritrova senza ispirazione per il suo prossimo dipinto, quindi chiede a Nagatoro di posare per lui e la ragazza si mette in posizione di combattimento sportivo. Arrivano le amiche di Nagatoro e Gamo chiede all'amica se voglia riprovare a fare quella posa, quindi mentre il senpai cerca di capire a cosa si riferisca, Nagatoro se ne va. Dopo che è stato indetto il torneo di judo del liceo, il senpai scopre da Gamo che Nagatoro pratica tale disciplina e lo invita nella palestra gestita dalla sua famiglia. Qui trova Nagatoro che si sta allenando con Gamo, dopodiché durante la pausa pranzo, il senpai e Nagatoro si esercitano nel judo, dove lei si rivela un'esperta. Dopo che Nagatoro ha sconfitto Gamo in uno scontro di allenamento, dice al senpai che non pratica più il judo come un tempo. Nella palestra della scuola, Sana vorrebbe allenare il senpai, ma Nagatoro le dice di volersene occupare personalmente. Alla fine, Sana incontra un'altra ragazza ai cancelli della scuola. |                  |         |
| 21       | 9  | Se vinci almeno una volta, Senpai... 「センパイが一勝でもできたら...ね」 - Senpai ga ichi-shō demode kitara... ne | 25 febbraio 2023 |         |
| 21       | 9  | Inizia il torneo di judo del liceo e qui Nagatoro e le sue amiche si impegnano nei rispettivi incontri. Tra i partecipanti vi è Orihara, vecchia conoscenza di Nagatoro e candidata a rappresentare il Giappone, che si batte con Gamo e vince facilmente. Nagatoro racconta al senpai che ha praticato judo fin dall'infanzia, ottenendo sempre ottimi risultati, e ha frequentato la stessa palestra di Orihara. Al tempo, questa non aveva ancora sviluppato il suo talento e finiva sempre per perdere contro Nagatoro, nonostante i molti tentativi di batterla, finché un giorno riuscì a sopraffarla, portando Nagatoro a perdere interesse per il judo. Il senpai si scontra con Sasai, con cui sembra avere la peggio, ma riesce a ribaltare la situazione, arrivando quasi a vincere l'incontro. Nagatoro invece disputa un incontro con Orihara, caratterizzato da molte contromosse, ma alla fine Orihara si aggiudica la vittoria e Nagatoro accetta sportivamente la sconfitta, recuperando il suo interesse per il judo. Mentre tornano a casa, Nagatoro chiede al senpai di premiarla con un bacio se riuscirà a prendersi la rivincita con Orihara. |                  |         |
| 22       | 10 | Senpai Hachioji mi ha insegnato molto 「八王子先輩には大変お世話になりました」 - Hachiōji senpai ni wa taihen osewa ni narimashita | 4 marzo 2023     |         |
| 22       | 10 | Inizia il terzo anno scolastico al liceo e il senpai non ha ispirazione per il suo prossimo quadro, e Nagatoro propone di farsi ritrarre in costume da bagno. Dopo aver passato diverso tempo in posa, il senpai decide di far riposare Nagatoro, che chiede un massaggio alla schiena sul divano. Mentre parlano della promessa del bacio come ricompensa se Nagatoro riuscirà a battere Orihara in futuro, arriva Hana Sunomiya, cugina di Sana, che vuole iscriversi al club di arte. Una volta chiarito che il senpai e Nagatoro non sono fidanzati, il ragazzo riflette sul fatto che da ora in poi non si vedranno così spesso come prima in quanto Nagatoro sarà impegnata con il club di judo. Durante gli allenamenti in palestra, Nagatoro parla con Gamo e Orihara della sua attuale situazione sentimentale, mentre Hana suggerisce al senpai di chiedere a Nagatoro di uscire con lui per sviluppare il loro amore. |                  |         |
| 23       | 11 | Senpai, non ti senti solo senza di me? 「センパイは私がいなくて寂しくないっスか…？」 - Senpai wa watashi ga inakute sabishiku naissuka...? | 11 marzo 2023    |         |
| 23       | 11 | Concordando sulla possibilità di chiedere a Nagatoro di uscire con lui, il senpai accompagna Hana fuori da scuola, dove incontrano sua cugina Sana, che suggerisce al ragazzo di seguire il suo cuore. Il senpai attende Nagatoro fuori dalla palestra, quindi i due iniziano a tornare a casa insieme, dove parlano del fatto che non hanno più molto tempo per stare insieme. Il senpai chiede a Nagatoro quale potrebbe essere un luogo ideale per un appuntamento, poi i due si separano a un incrocio. Conscio dell'amore di Nagatoro per gli animali, il ragazzo trova il coraggio di chiederle di uscire con lui all'acquario, e lei accetta. Le amiche del senpai e di Nagatoro notano che entrambi si comportano in modo insolito per via dell'emozione che hanno in vista dell'imminente appuntamento. Mentre Hana parteggia per il senpai, Gamo e Yoshi si alleano per cercare di contrastare l'appuntamento dei due in quanto credono che Nagatoro voglia prendersi la verginità del ragazzo prima del tempo. Il giorno dell'appuntamento, il senpai e Nagatoro si preparano a visitare l'acquario, ignari di essere pedinati da Gamo e Yoshi che vogliono proteggere la verginità di lui e Hana e Sana che invece vogliono fermare le due ragazze.                                                                                     |                  |         |
| 24       | 12 | Vuoi fare qualcosa per non renderlo solo una prova? 「じゃあ…本番にふさわしいことしちゃいます？」 - Jā... honban ni fusawashī koto shi chaimasu? | 18 marzo 2023    |         |
| 24       | 12 | Il senpai e Nagatoro prendono il treno e si recano all'acquario, dove danno inizio a un appuntamento "simulato" dove lei finirà per valutare il ragazzo assegnandogli dei punti in base alle sue azioni. Mentre la loro visita procede tranquillamente, il senpai nota le quattro ragazze che li stanno pedinando, quindi porta Nagatoro a prendersi un gelato con lui, riuscendo a seminare le loro inseguitrici. I due vanno a vedere i delfini e una di loro finisce per lanciare un'ondata d'acqua nella loro direzione, ma il senpai fa da scudo, impedendo a Nagatoro di bagnarsi, poi questa gli dà una mano ad asciugarsi. Al tramonto, i due si trovano sulla spiaggia e Nagatoro dice al senpai di aver preso 50 punti su 1000, ma di aver apprezzato molto il gesto alla vasca dei delfini, e perciò gli propone di abbracciarsi, ma vengono interrotti da Gamo, Yoshi, Hana e Sana che si stavano affrontando. Tempo dopo, Sakura aiuta Gamo e Yoshi a farsi perdonare da Nagatoro, quindi tutte e quattro insieme vanno dal senpai, che si trova in compagnia di Hana, che gli ha preparato il pranzo per farsi scusare e che intende farlo per una settimana. Alla fine, Nagatoro e il senpai concordano sul prepararsi il pranzo a vicenda alternandosi nel corso della settimana, poi mentre stanno tornando a casa si abbracciano. |                  |         |

### Videogiochi
Il 14 ottobre 2016, circa un anno prima della serializzazione del manga, è stato pubblicato un videogioco di fuga basato sul fumetto online Nagatoro-san, con un gameplay di circa dieci minuti e direttamente scaricabile dalla pagina Pixiv di Nanashi: Kōhai to bushitsu kara dasshutsu suru (後輩と部室から脱出する? lett. "Fuga dall'aula del club con la kōhai"). Nel novembre 2017, alcuni fan hanno inoltre realizzato un videogioco in forma di visual novel interattiva con scelte e finali multipli, basato sui capitoli dell'opera pubblicata online da 774 ed intitolato The Nagatoro Saga (長瀞 さが?, Nagatoro Saga).

## Accoglienza
In patria, nel novembre 2019 il manga ha venduto oltre un milione di copie, successivamente salito a 1,2 milioni verso metà dell'anno successivo. Nella classifica delle 100 serie manga più popolari del 2019 stilata da Reddit, Ijiranaide, Nagatoro-san si è posizionata all'ottavo posto, divenendo il manga ecchi più letto al mondo.
A novembre 2020, la tiratura cumulativa delle serie, inclusa la versione elettronica, ha superato 1,3 milioni di copie, mentre a ottobre 2022 i 3,3 milioni.
I due protagonisti della serie sono inoltre comparsi in un cameo nel ventisettesimo capitolo di Kaguya-sama: Love is War - Dōjin Edition mentre, nel 2020, a serie ha avuto un crossover col manga di Azu Magical Sempai. Inoltre in Senpai ga boku wo tori ni kiteru di Yoshiaki Sukeno la trama ruota spesso attorno al manga fittizio "School Rumble Shining" ideato da Nanashi nel quarto capitolo di Non tormentarmi, Nagatoro!; ciò ha spinto i due autori a decidere che le loro opere condividano l'universo narrativo.